# 黑鳃兔头鲀
黑鳃兔头鲀（学名：Lagocephalus inermis）为輻鰭魚綱魨形目四齒魨亞目四齒鲀科兔头鲀属的鱼类，俗名黄乖鱼、金龟鱼、王鸡鱼、龟鱼、粉底乖。分布于南非、澳洲、印度、日本、印度尼西亚以及中国南海、东海、台湾海峡、黄海南部等海域，属于热带和亚热带近海底层鱼类，體長可達90公分，棲息在大陸棚邊緣，生活習性不明，具有毒性。该物种的模式产地在Shimabara。